# Oupeye
Oupeye és un municipi belga de la província de Lieja a la regió valona situat al marge esquerre del Mosa, del canal Albert i del canal Haccourt-Visé. L'any 2024, tenia una població de 25.742 habitants.

## Història
Oupeye, que formava part del principat de Lieja fins al 1795 va desenvolupar-se a l'antiga via romana de Lieja a Maastricht a l'entorn del seu castell. El municipi va crear-se l'1 de gener de 1977 després de la fusió de set municipis.

## Nuclis
- Oupeye
- Hermée
- Hermalle-sous-Argenteau
- Heure-le-Romain
- Houtain-Saint-Siméon
- Vivegnis
- Haccourt

## Economia
Oupeye és un municipi força rural i residencial. Al segle xix hi havia mines de carbó, tancades des de la fi dels anys setanta del segle xx a Hermalle-sous-Argenteau on es concentrava la indústria tradicional, avui desapareguda.

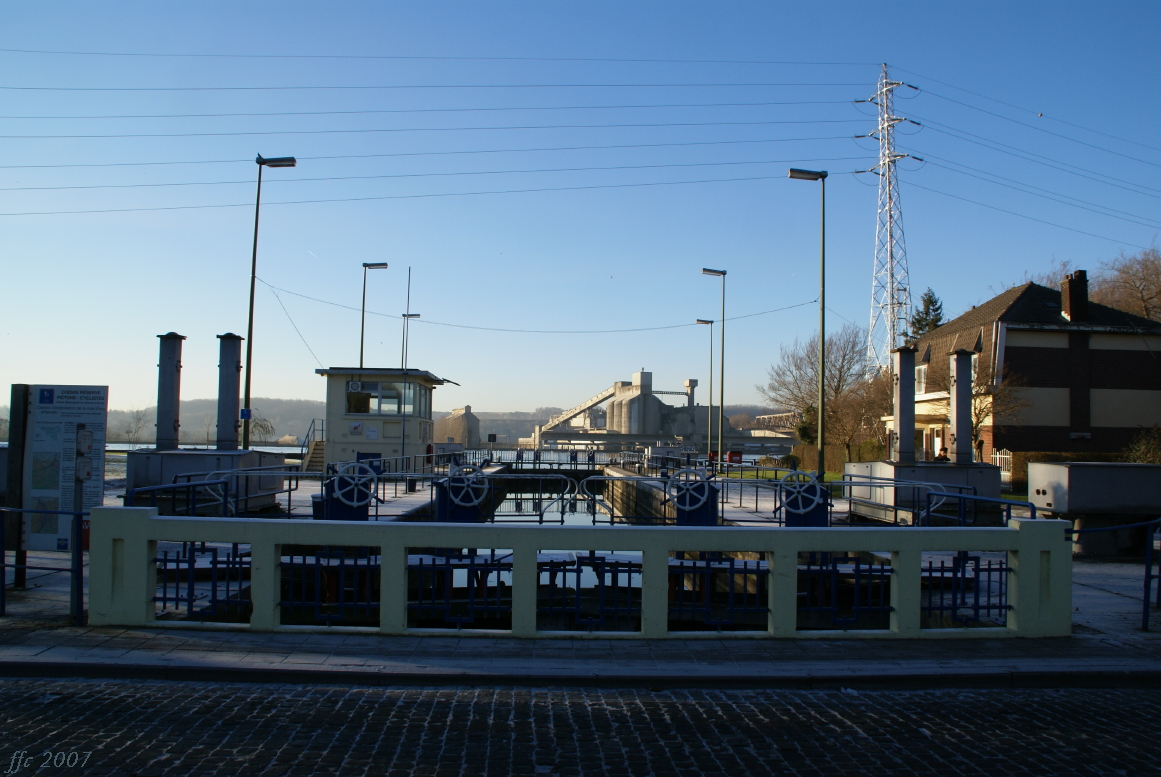
La cimentera d'Haccourt vist des de la resclosa del canal Haccourt-Visé

Al sud, Hermée toca al poligon industrial més important de la província: els Hauts Sarts, de la qual la part major est troba a Herstal.
A Haccourt es troba una pedrera de calcària que alimenta una cimentera del grup multinacional Holcim.

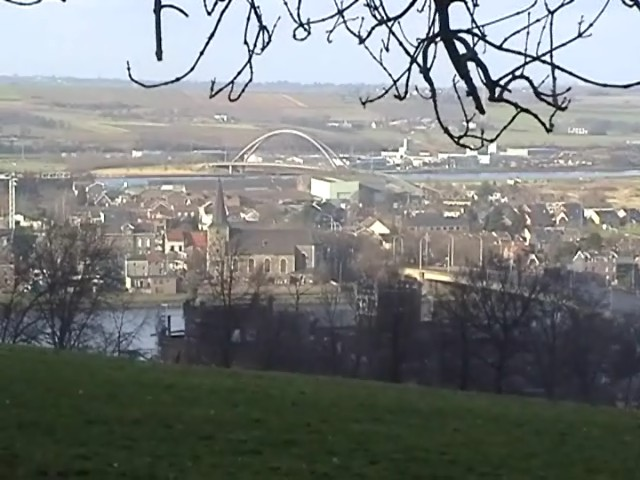
Hermalle-sous-Argenteau vist des d'Argenteau

A Hermalle s'està construint al marge del Mosa un polígon industrial nou, el Trilogiport integrat al port de Lieja que oferirà una plataforma logística trimodal: aigua, carretera i via fèrria.

## Monuments
- Castell d'Oupeye, restaurat al Segle XVII per l'empresari Joan Decorte dit Curtius. Actualment és el centre cultural més important del Mosa Inferior.
- Castell Grand Aaz
- La «Maison du Souvenir» (trad.: Casa dels records), museu commemoratiu de les dues guerres mundials